# Uranotaenia
Genre
Les Uranotaenia sont des insectes Diptera de la famille des Culicidae, de la sous-famille des Culicinae. 
Ils comprennent 2 sous genres : les Uranotaenia et les Pseudoficalbia. Ce sont des moustiques de petite taille (2 à 4 mm) à l'aspect bossu qui piquent essentiellement les reptiles et les batraciens.

## Morphologie
Ce sont des moustiques de petite taille à l'aspect bossu.
Les Uranotaenia se caractérisent au stade adulte par leur nervuration alaire : la nervure anale (nervure 1A) atteint le bord de l'aile avant ou au niveau de la fourche CuA/M3+4. Ce caractère est nettement visible.
Les soies acrosticales sont rares ou absentes.
Les larves sont de petite taille, avec une capsule céphalique toujours fortement pigmentée. Les antennes sont le plus souvent de petite taille. Des plaques chitinisées sont très souvent présentes sur le segment VIII.
Les caractères distinctifs entre les sous-genres sont, selon Peyton (1972) et Ramos & Bruhnes (2004) : 
- Les espèces du sous genre Pseudoficalbia  présentent généralement au stade adulte une aile dont l'alula est pourvu d'écailles. Les ailes sont dépourvues le plus souvent d'écailles blanchâtres. Le scutum est également dépourvus de taches d'écailles blanchâtres.

Au niveau larvaire, la grille d'insertion des soies 4-X n'est pas liée à la selle par un slérite.
- Les espèces du sous genre Uranotaenia présentent des ailes dont l'alula est sans écailles mais avec quelques écailles blanchâtres sur les nervures.

Chez les larves, la grille des soies 4-X est reliée à la selle par un petit sclérite chitinisé.

## Biologie
Les lieux de développement des larves (gite) sont très variés. Le sous-genre Uranotaenia fréquente essentiellement les eaux courantes ou stagnantes des ruisseaux et torrents, tandis que les larves du sous-genre Pseudoficalbia se découvrent plutôt dans les petites retenues d’eau formées par les récipients naturels tels que feuilles mortes au sol, trous d’arbre, trous de crabe, bambous sectionnés, aisselles de feuilles engainantes (Pandanus, Typhonodoron, Taro, Ravenala) ou même dans les urnes de Nepenthes.
Les adultes ont une activité généralement nocturne ; très peu d’espèces piquent l’homme (Ur. alboabdominalis, Ur. mashoannensis) et la grande majorité des espèces ont une préférence trophique pour les vertébrés poikilothermes (batraciens, reptiles) ou les oiseaux.

## Liste des espèces
À ce jour, 266 espèces ont été décrites, elles sont essentiellement présentes dans les régions intertropicales du monde. Une seule espèce se rencontre en France et dans le sud de l’Europe (Uranotaenia unguiculata Edwards).
Le pays du type est indiqué ainsi que les stades connus (M=mâle ; F=femelle ; N=nymphe ; L=larve)

### Zone afrotropicale
Elle comporte 115 espèces décrites à l'année 2004 se répartissant pour 48 sur le continent africain et 71 sur l'ile de Madagascar. Seules 4 espèces sont communes à la grande ile et au continent africain.
Sous genre Pseudoficalbia Theobald, 1912 :
- Ur. (Pseudoficalbia) albimanus Ramos & Brunhes 2003 Madagascar MFN
- Ur. (Pseudoficalbia) albinotata Ramos & Brunhes 2003 Madagascar MFLN
- Ur. (Pseudoficalbia) ambodimanga Ramos & Brunhes 2003 Madagascar MF
- Ur. (Pseudoficalbia) andreae Doucet 1961 Côte d’Ivoire MFLN
- Ur. (Pseudoficalbia) annulata  Theobald 1901 Nigeria MFL
- Ur. (Pseudoficalbia) antalahensis Ramos & Brunhes 2003 Madagascar FN
- Ur. (Pseudoficalbia) apicosquamata Ramos & Brunhes 2003 Madagascar MFLN
- Ur. (Pseudoficalbia) apicotaeniata Theobald 1909 Ghana MF
- Ur. (Pseudoficalbia) bambusicola Ramos & Brunhes 2003 Madagascar FLN
- Ur. (Pseudoficalbia) belkini Grjebine 1979 Madagascar MFLN
- Ur. (Pseudoficalbia) bicincta Ramos & Brunhes 2003 Madagascar MLN
- Ur. (Pseudoficalbia) bifasciata Ramos & Brunhes 2003 Madagascar FLN
- Ur. (Pseudoficalbia) bosseri Grjebine 1979 Madagascar MFLN
- Ur. (Pseudoficalbia) boussesi Ramos & Brunhes 2003 Madagascar L
- Ur. (Pseudoficalbia) breviseta Ramos & Brunhes 2003 Madagascar MN
- Ur. (Pseudoficalbia) brumpti Doucet 1951 Madagascar MFLN
- Ur. (Pseudoficalbia) brunhesi Grjebine 1979 Madagascar MFLN
- Ur. (Pseudoficalbia) cachani Doucet 1950 Madagascar MFLN
- Ur. (Pseudoficalbia) capelai Ramos 1993 Angola MFLN
- Ur. (Pseudoficalbia) carcinicola Ramos & Brunhes 2003 Madagascar MFLN
- Ur. (Pseudoficalbia) cavernicola Mattingly 1954 Zaïre MFLN
- Ur. (Pseudoficalbia) combesi Doucet 1951 Madagascar MFLN
- Ur. (Pseudoficalbia) comorensis Ramos & Brunhes 2003 Comores MFLN
- Ur. (Pseudoficalbia) contrastata Ramos & Brunhes 2003 Madagascar FN
- Ur. (Pseudoficalbia) cornuta Ramos & Brunhes 2003 Madagascar FLN
- Ur. (Pseudoficalbia) damasei Grjebine 1979 Madagascar LN
- Ur. (Pseudoficalbia) devemyi Hamon 1954 Sénégal F
- Ur. (Pseudoficalbia) donai Ramos & Brunhes 2003 Madagascar L
- Ur. (Pseudoficalbia) douceti Grjebine 1953 Madagascar MFLN
- Ur. (Pseudoficalbia) fulgens Ramos & Brunhes 2003 Madagascar FLN
- Ur. (Pseudoficalbia) fusca Theobald 1907 Sierra Leone  MFLN
- Ur. (Pseudoficalbia) garhami Van Someren 1948 Ouganda MLN
- Ur. (Pseudoficalbia) grenieri Doucet 1951 Madagascar MFLN
- Ur. (Pseudoficalbia) grjebinei Ramos & Brunhes 2003 Madagascar MFLN
- Ur. (Pseudoficalbia) haddowi Ramos & Brunhes 2003 Madagascar MFLN
- Ur. (Pseudoficalbia) henrardi Edwards 1934 Zaïre M
- Ur. (Pseudoficalbia) henriquei Ramos 1993 Angola MFLN
- Ur. (Pseudoficalbia) hervyi Ramos & Brunhes 2003 Madagascar MFLN
- Ur. (Pseudoficalbia) kraussi Grjebine 1953 Madagascar MFLN
- Ur. (Pseudoficalbia) laffosseae Ramos & Brunhes 2003 Madagascar MFLN
- Ur. (Pseudoficalbia) lavieri Doucet 1950 Madagascar MFLN
- Ur. (Pseudoficalbia) legoffi Ramos & Brunhes 2003 Madagascar MFLN
- Ur. (Pseudoficalbia) longitubus Ramos & Brunhes 2003 Madagascar L
- Ur. (Pseudoficalbia) lucyae Van Someren   1954 Guinée MF
- Ur. (Pseudoficalbia) lunda Ramos 1993 Angola MFLN
- Ur. (Pseudoficalbia) madagascarensis Ramos & Brunhes 2003 Madagascar MFLN
- Ur. (Pseudoficalbia) manakaraensis Ramos & Brunhes 2003 Madagascar MFN
- Ur. (Pseudoficalbia) mashonaensis Theobald 1901 Zimbabwe MFLN
- Ur. (Pseudoficalbia) micromelas Edwards 1934 Sao Tome MFLN
- Ur. (Pseudoficalbia) montana Ingram & De Meillon 1912 Afrique du Sud MFLN
- Ur. (Pseudoficalbia) musarum Edwards 1936 Ouganda MFLN
- Ur. (Pseudoficalbia) nigricephala Ramos & Brunhes 2003 Madagascar MFLN
- Ur. (Pseudoficalbia) nigripes Theobald 1905 Sierra Leone  MFLN
- Ur. (Pseudoficalbia) nigripleura Ramos & Brunhes 2003 Madagascar MFN
- Ur. (Pseudoficalbia) nigromaculata Edwards 1941 Ghana MFLN
- Ur. (Pseudoficalbia) nivipous Theobald 1912 Afrique du Sud MFLN
- Ur. (Pseudoficalbia) ornata Theobald 1909 Ghana MFLN
- Ur. (Pseudoficalbia) ototomo Ramos 1993 Cameroun M
- Ur. (Pseudoficalbia) pallidipleura Ramos & Brunhes 2003 Madagascar MFN
- Ur. (Pseudoficalbia) pauliani Doucet 1949 Madagascar L
- Ur. (Pseudoficalbia) pilosa Ramos & Brunhes 2003 Madagascar MLN
- Ur. (Pseudoficalbia) principensis Ramos 1993 Ile Principe MFLN
- Ur. (Pseudoficalbia) pseudoalbimanus Ramos & Brunhes 2003 Madagascar MFLN
- Ur. (Pseudoficalbia) pseudohenrardi Peters 1955 Liberia MF
- Ur. (Pseudoficalbia) pseudoshillitonis Ramos & Brunhes 2003 Madagascar MFLN
- Ur. (Pseudoficalbia) ramosa Ramos 1993 Angola L
- Ur. (Pseudoficalbia) ravenalicola Ramos & Brunhes 2003 Madagascar MFLN
- Ur. (Pseudoficalbia) rickenbachi Ramos 1993 Cameroun M
- Ur. (Pseudoficalbia) scutostriata Ramos & Brunhes 2003 Madagascar MFLN
- Ur. (Pseudoficalbia) shillitonis Edwards 1932 Ouganda MFLN
- Ur. (Pseudoficalbia) signata Ramos 1993 Angola N
- Ur. (Pseudoficalbia) spinitubus Ramos & Brunhes 2003 Madagascar L
- Ur. (Pseudoficalbia) spinosa Ramos & Brunhes 2003 Madagascar FLN
- Ur. (Pseudoficalbia) spiraculata Ramos & Brunhes 2003 Madagascar MFLN
- Ur. (Pseudoficalbia) tanzaniae Ramos 1993 Tanzanie MF
- Ur. (Pseudoficalbia) tricolor Ramos & Brunhes 2003 Madagascar L
- Ur. (Pseudoficalbia) tridentata Ramos & Brunhes 2003 Madagascar L
- Ur. (Pseudoficalbia) tsaratananae Doucet 1950 Madagascar MFLN
- Ur. (Pseudoficalbia) ugandae Ramos 1993 Ouganda M
- Ur. (Pseudoficalbia) yovani Van Someren 1951 Ouganda MFLN

Sous genre Uranotaenia Lynch Arribalzaga, 1891 :
- Ur. (Uranotaenia) alba Theobald 1901 Zimbabwe MFLN
- Ur. (Uranotaenia) alboabdominalis Theobald 1910 Soudan MFLN
- Ur. (Uranotaenia) albocephala Ramos & Brunhes 2003 Madagascar FLN
- Ur. (Uranotaenia) andavakae Doucet 1950 Madagascar MFLN
- Ur. (Uranotaenia) angolensis Ramos 1985 Angola MF
- Ur. (Uranotaenia) anopheloides Brunhes & Razafindrasolo 1975 Madagascar MFLN
- Ur. (Uranotaenia) argentipleura Ramos & Brunhes 2003 Madagascar MF
- Ur. (Uranotaenia) balfouri Theobald 1904 Soudan MFLN
- Ur. (Uranotaenia) benoiti Wolfs 1964 Zaïre L
- Ur. (Uranotaenia) bidentata Ramos & Brunhes 2003 Madagascar L
- Ur. (Uranotaenia) bilineata Theobald 1909 Ghana MFLN
- Ur. (Uranotaenia) caeruleocephala Theobald 1901 Nigeria MF
- Ur. (Uranotaenia) caliginosa Philip 1931 Nigeria MF
- Ur. (Uranotaenia) chorleyi Edwards 1936 Ouganda MFLN
- Ur. (Uranotaenia) connali Edwards 1912 Ghana MF
- Ur. (Uranotaenia) dumonti Doucet 1949 Madagascar L
- Ur. (Uranotaenia) fraseri  Edwards 1912 Ouganda MFLN
- Ur. (Uranotaenia) geniculata Ramos & Brunhes 2003 Madagascar MFLN
- Ur. (Uranotaenia) grassei Ramos & Brunhes 2003 Madagascar FLN
- Ur. (Uranotaenia) hamoni Grjebine 1953 Madagascar MFLN
- Ur. (Uranotaenia) hebrardi Ramos & Brunhes 2003 Madagascar L
- Ur. (Uranotaenia) hopkinsi Edwards 1932 Ouganda FLN
- Ur. (Uranotaenia) joucouri Ramos & Brunhes 2003 Madagascar L
- Ur. (Uranotaenia) lebiedi Ramos & Brunhes 2003 Madagascar MF
- Ur. (Uranotaenia) machadoi Ramos 1986 Angola MFLN
- Ur. (Uranotaenia) madagascarica Ramos & Brunhes 2003 Madagascar MFLN
- Ur. (Uranotaenia) mayeri Edwards 1912 Nigeria MFN
- Ur. (Uranotaenia) mayottensis Brunhes 1977 Madagascar MFLN
- Ur. (Uranotaenia) moramangae Ramos & Brunhes 2003 Madagascar MFLN
- Ur. (Uranotaenia) neireti Edwards 1920 Madagascar MFLN
- Ur. (Uranotaenia) pallidocephala Theobald 1908 Soudan MFLN
- Ur. (Uranotaenia) palmeirimi dundo Ramos 1993 Angola F
- Ur. (Uranotaenia) palmeirimi palmeirimi De Meillon & Rebelo 1941 Mozambique F
- Ur. (Uranotaenia) philonuxia Philip 1931 Nigeria MFLN
- Ur. (Uranotaenia) roberti Ramos & Brunhes 2003 Madagascar L

### Zone asiatique
Sous genre Uranotania
- Ur. (Uranotaenia) aequatorianna Levi-Castillo 1953
- Ur. (Uranotaenia) albescens Taylor 1914
- Ur. (Uranotaenia) alboannulata Theobald 1905
- Ur. (Uranotaenia) albosternopleura Peters 1963
- Ur. (Uranotaenia) amiensis Peters 1963
- Ur. (Uranotaenia) annandalei Barraud 1926
- Ur. (Uranotaenia) antennalis Taylor 1919
- Ur. (Uranotaenia) apicalis Theobald 1903
- Ur. (Uranotaenia) arguellesi Baisas 1935
- Ur. (Uranotaenia) argyrotarsis Leicester 1908
- Ur. (Uranotaenia) barnesi Belkin 1953
- Ur. (Uranotaenia) bertii Cova Garcia & Rausseo 1964
- Ur. (Uranotaenia) bimaculiala Leicester 1908
- Ur. (Uranotaenia) bricenoi Cova Garcia, Pulido, Escalante de Ugueto, Amarista & Mora 1987
- Ur. (Uranotaenia) briseis Dyar 1925
- Ur. (Uranotaenia) calosomata Dyar & Knab 1907
- Ur. (Uranotaenia) campestris Leicester 1908
- Ur. (Uranotaenia) christophersi Barraud 1926
- Ur. (Uranotaenia) civinskii Belkin 1953
- Ur. (Uranotaenia) clara Dyar & Shannon 1925
- Ur. (Uranotaenia) coatzacoalcos Dyar & Knab 1906
- Ur. (Uranotaenia) cooki Root 1937
- Ur. (Uranotaenia) davisi Lane 1943
- Ur. (Uranotaenia) diraphati Peyton & Klein 1970
- Ur. (Uranotaenia) ditaenionota Prado 1931
- Ur. (Uranotaenia) edwardsi Barraud 1926
- Ur. (Uranotaenia) falcipes Banks 1906
- Ur. (Uranotaenia) fimbriata King & Hoogstraal 1947
- Ur. (Uranotaenia) fraseri Edwards 1912
- Ur. (Uranotaenia) gabaldoni Cova Garcia, Pulido, Escalante de Ugueto, Amarista & Mora 1987
- Ur. (Uranotaenia) geometrica Theobald 1901
- Ur. (Uranotaenia) gerdae Slooff 1963
- Ur. (Uranotaenia) hebes Barraud 1931
- Ur. (Uranotaenia) heiseri Baisas 1935
- Ur. (Uranotaenia) hystera Dyar & Knab 1913
- Ur. (Uranotaenia) incognita Galindo, Blanton & Peyton 1954
- Ur. (Uranotaenia) iriartei Cova Garcia, Pulido, Escalante de Ugueto, Amarista & Mora 1987
- Ur. (Uranotaenia) lanei Martinez & Prosen 1953
- Ur. (Uranotaenia) lateralis Ludlow 1905
- Ur. (Uranotaenia) leucoptera Theobald 1907
- Ur. (Uranotaenia) longirostris Leicester 1908
- Ur. (Uranotaenia) lowii Theobald 1901
- Ur. (Uranotaenia) ludlowae Dyar & Shannon 1925
- Ur. (Uranotaenia) macfarlanei Edwards 1914
- Ur. (Uranotaenia) mathesoni Lane 1943
- Ur. (Uranotaenia) mendiolai Baisas 1935
- Ur. (Uranotaenia) metatarsata Edwards 1914
- Ur. (Uranotaenia) micans Leicester 1908
- Ur. (Uranotaenia) moresbyensis Peters 1963
- Ur. (Uranotaenia) nataliae Lynch Arribalzaga 1891
- Ur. (Uranotaenia) neotibialis King & Hoogstraal 1947
- Ur. (Uranotaenia) nivea Leicester 1908
- Ur. (Uranotaenia) nivipes Theobald 1905
- Ur. (Uranotaenia) novaguinensis Peters 1963
- Ur. (Uranotaenia) orientalis Barraud 1926
- Ur. (Uranotaenia) orthodoxa Dyar 1921
- Ur. (Uranotaenia) oteizai Vigueras 1956
- Ur. (Uranotaenia) pallidoventer Theobald 1903
- Ur. (Uranotaenia) paludosa Galindo, Blanton & Peyton 1954
- Ur. (Uranotaenia) paralateralis Peters 1964
- Ur. (Uranotaenia) paranovaguinensis Peters 1963
- Ur. (Uranotaenia) pifanoi Cova García, Pulido & Escalante de Ugueto 1981
- Ur. (Uranotaenia) prajimi Peyton & Rattanarithikul 1970
- Ur. (Uranotaenia) pulcherrima Lynch Arribalzaga 1891
- Ur. (Uranotaenia) pygmaea Theobald 1901
- Ur. (Uranotaenia) rachoui Xavier, da Silva & da Silva Mattos 1970
- Ur. (Uranotaenia) rampae Peyton & Klein 1970
- Ur. (Uranotaenia) reyi Baisas 1935
- Ur. (Uranotaenia) riverai Duret 1970
- Ur. (Uranotaenia) rutherfordi Edwards 1922
- Ur. (Uranotaenia) sapphirina Osten Sacken 1868
- Ur. (Uranotaenia) setosa King & Hoogstraal 1947
- Ur. (Uranotaenia) sexaueri Belkin 1953
- Ur. (Uranotaenia) socialis Theobald 1901
- Ur. (Uranotaenia) solominis Belkin 1953
- Ur. (Uranotaenia) sombooni Peyton & Klein 1970
- Ur. (Uranotaenia) spinophallus Dong, Zhou & Gong 2004
- Ur. (Uranotaenia) subnormalis Martini 1920
- Ur. (Uranotaenia) subtibioclada King & Hoogstraal 1947
- Ur. (Uranotaenia) telmatophila Galindo, Blanton & Peyton 1954
- Ur. (Uranotaenia) testacea Theobald 1905
- Ur. (Uranotaenia) tibialis Taylor 1919
- Ur. (Uranotaenia) tibioclada King & Hoogstraal 1947
- Ur. (Uranotaenia) trapidoi Galindo, Blanton & Peyton 1954
- Ur. (Uranotaenia) trilineata Leicester 1908
- Ur. (Uranotaenia) typhlosomata Dyar & Knab 1907
- Ur. (Uranotaenia) unimaculiala Leicester 1908
- Ur. (Uranotaenia) wysockii Belkin 1953
- Ur. (Uranotaenia) yunnanensis Dong, Dong & Wu 2004

Sous genre Pseudoficalbia
- Ur. (Pseudoficalbia) abdita Peyton, 1977 Thaïlande LNMF
- Ur. (Pseudoficalbia) abstrusa  Peyton, 1977 Philippines LNMF
- Ur. (Pseudoficalbia) albipes Peyton, 1977 Thaïlande F
- Ur. (Pseudoficalbia) approximata Peyton, 1977 Thaïlande  NMF
- Ur. (Pseudoficalbia) ascidiicola De Meijere, 1910 Indonésie LNMF
- Ur. (Pseudoficalbia) atra Theobald, 1905 Papouasie-Nouvelle-Guinée F
- Ur. (Pseudoficalbia) nigerrima Taylor, 1914 Papouasie-Nouvelle-Guinée  MF
- Ur. (Pseudoficalbia) bicolor Leicester, 1908 Malaisie  MF
- Ur. (Pseudoficalbia) fusca  Leicester, 1908 Malaisie  MF
- Ur. (Pseudoficalbia) kalabahensis  Haga, 1925 Timor  F
- Ur. (Pseudoficalbia) lagunensis  Baisas, 1935 Philippines  LMF
- Ur. (Pseudoficalbia) bimaculata Leicester, 1908 Malaisie MF
- Ur. (Pseudoficalbia) confusa Peyton, 1977 Philippines LNMF
- Ur. (Pseudoficalbia) colocasiae Edwards, 1928 Fidji LNMF
- Ur. (Pseudoficalbia) demeilloni Peyton and Rattanarithikul, 1970 Thaïlande LNMF
- Ur. (Pseudoficalbia) diagonalis Brug, 1934 Indonésie LMF
- Ur. (Pseudoficalbia) dibrugarhensis Bhattacharyya, Prakash, Mohapatra & Mahanta, 2004 Inde LNMF
- Ur. (Pseudoficalbia) enigmatica  Peyton, 1977 Thaïlande LNMF
- Ur. (Pseudoficalbia) gigantea Brug, 1931 Indonésie LMF
- Ur. (Pseudoficalbia) gouldi Peyton and Klein, 1970 ThaïlandeLNMF
- Ur. (Pseudoficalbia) harrisoni  Peyton, 1977  Philippines  LNMF
- Ur. (Pseudoficalbia) hirsutifemora Peters, 1964 Papouasie-Nouvelle-Guinée MF
- Ur. (Pseudoficalbia) hongayi  Galliard and Ngu, 1947 Viêt Nam LNM